# Mariona Terés
Mariona Martínez Terés (Barcelona, 26 de abril de 1985), conocida artísticamente como Mariona Terés, es una actriz española de cine y televisión conocida por su papel principal en la serie de Netflix Paquita Salas (2016-2018) y por interpretar a Amparo en la serie Veneno (2020) de Atresplayer Premium.

## Biografía
Mariona Martínez Terés nació el 26 de abril de 1985 en Barcelona (España). Se ha formado con maestros de la talla de Juan Codina, Lorena Bayonas, John Strasberg o Pablo Messiez.

## Trayectoria
Comenzó su trayectoria profesional en la serie diaria de TVE Acacias 38 en 2016. Posteriormente, alcanzó popularidad por interpretar a Mariona Terés, un personaje con su mismo nombre, en la serie Paquita Salas, de Javier Calvo y Javier Ambrossi.
Después de su trabajo en la serie ha participado, episódicamente, en otras ficciones como Centro médico, Cuerpo de élite o Terror y feria. En cine ha formado parte del reparto de películas como Cuerpo de élite de Joaquín Mazón, Hacerse mayor y otros problemas de Clara Martínez-Lázaro y Miamor perdido de Emilio Martínez-Lázaro. Además, también ha actuado en teatro con la exitosa obra La madre que me parió, una comedia dirigida por Gabriel Olivares.
En 2020 participó en Cuéntame cómo pasó e Historias de Alcafrán de TVE, Veneno de Atresplayer Premium y Por H o por B, una serie dirigida por Manuela Burló Moreno para HBO España. Más adelante, se confirmó un papel secundario en la serie de Telecinco Entrevías y su personaje protagónico en la serie de Daniel Sánchez Arévalo para Netflix Las de la última fila.
En los últimos años ha participado en varias series web de televisión, incluyendo Todas las veces que nos enamoramos, La mesías y La pasión turca.En abril de 2024 Atresplayer anunció el fichaje de Terés para la serie web musical Mariliendre, dirigida por Javier Ferreiro y producida por Javier Ambrossi y Javier Calvo.

## Filmografía

### Cine
| Año  | Título                          | Rol        | Director                       |
| ---- | ------------------------------- | ---------- | ------------------------------ |
| 2016 | Cuerpo de élite                 | Periodista | Joaquín Mazón                  |
| 2016 | La sexta alumna                 | Lucy       | Benja de la Rosa               |
| 2017 | La llamada                      | Camarera   | Javier Calvo y Javier Ambrossi |
| 2018 | Hacerse mayor y otros problemas | Marta      | Clara Martínez-Lázaro          |
| 2018 | Miamor perdido                  | Limpiadora | Emilio Martínez-Lázaro         |
| 2022 | Pijamas espaciales              | Marta      | Clara Martínez-Lázaro          |

### Televisión
| Año         | Título                             | Rol                               | Canal             | Notas        |
| ----------- | ---------------------------------- | --------------------------------- | ----------------- | ------------ |
| 2015        | Cuéntame cómo pasó                 | Enfermera                         | La 1              | 1 episodio   |
| 2016        | Centro médico                      | Maribel Serrano                   | La 1              | 1 episodio   |
| 2016        | Acacias 38                         | Enriqueta D'Or                    | La 1              | 49 episodios |
| 2016 - 2018 | Paquita Salas                      | Mariona Terés                     | Flooxer / Netflix | 6 episodios  |
| 2018        | Cuerpo de élite                    | Mercedes Alquézar                 | Antena 3          | 1 episodio   |
| 2018        | Looser                             | Marga                             | Flooxer           | 1 episodio   |
| 2018        | Sabuesos                           | Recepcionista                     | La 1              | 1 episodio   |
| 2019        | Terror y feria                     | Vecina                            | Flooxer           | 1 episodio   |
| 2020        | Cuéntame cómo pasó                 | Samira                            | La 1              | 4 episodios  |
| 2020        | Veneno                             | Amparo                            | Atresplayer       | 5 episodios  |
| 2020        | Por H o por B                      | Yoli                              | HBO España        | 1 episodio   |
| 2020        | Historias de Alcafrán              | Paqui                             | La 1              | 5 episodios  |
| 2021 - 2023 | Supernormal                        | Gabi                              | Movistar+         | 9 episodios  |
| 2021; 2024  | Entrevías                          | Fanny                             | Telecinco         | 6 episodios  |
| 2022        | Las de la última fila              | Leonora "Leo" Zamora Peña         | Netflix           | 6 episodios  |
| 2023        | Todas las veces que nos enamoramos | Rocío                             | Netflix           | 2 episodios  |
| 2023        | La mesías                          | Coordinadora de festival católico | Movistar+         | 1 episodio   |
| 2023        | Mentiras pasajeras                 | Natalia                           | SkyShowtime       | 7 episodios  |
| 2024        | La pasión turca                    | Esperanza “Espe”                  | Atresplayer       | 3 episodios  |
| 2025        | Mariliendre                        | Paula Román                       | Atresplayer       | 3 episosdios |
| 2025        | Superestar                         | Carmela                           | Netflix           | 1 episodio   |

### Teatro
| Año           | Título                | Rol       | Director                |
| ------------- | --------------------- | --------- | ----------------------- |
| 2017-2020     | La madre que me parió | Prometida | Gabriel Olivares        |
| 2025-presente | Las que gritan        |           | José María del Castillo |